# 資本與意識形態
《資本與意識形態》（法語：Capital et Idéologie）是法国经济学家托马斯·皮凯蒂在2019年出版的一本书，2013年皮凯蒂出版的《二十一世纪资本论》一书的续篇，该书的重点是欧洲和美国的财富和收入不平等。而《资本与意识形态》涉及范围更广。皮凯蒂在书中讲述了重新分配财富的可能手段，并探讨了历史上和当代不平等产生的理由。保罗·克鲁格曼评价道：“在马克思主义的教条中，社会的阶级结构是由下层非个人力量、技术和技术所决定的生产方式决定的。但是，皮凯蒂将不平等视为由人类制度导致的一种社会现象。而制度变迁反映了主导社会的意识形态：“不平等既不是由经济也不是由技术所导致；不平等的产生由意识形态和政治所决定。” 书中提出的重新分配财富的方法包括“所有人的继承权”，即在公民25岁时由国家为其提供一定的经济补贴。
该书得到了经济学家、学者和专家的总体好评。由于皮凯蒂拒绝中华人民共和国政府审查其中的部分内容，该书未能在中国大陆出版，从而使该书引起了人们的关注。